# Бойко Ганна Олексіївна

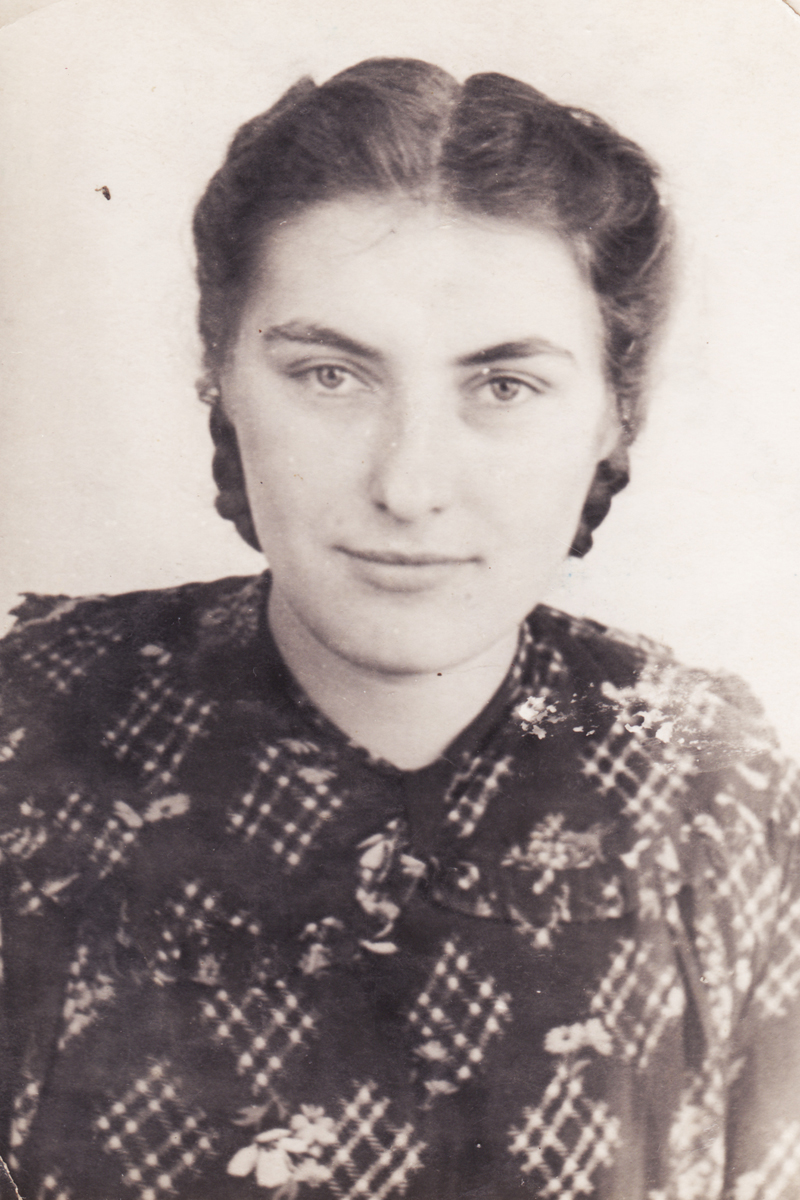
Анна Бойко 1958 року

Ганна Олексіївна Бойко (нар. 19 вересня 1935 року в селі Яглуш, до шлюбу Хандога, пом. 22 березня 2021 року) — українська блогерка, мемуаристка, поетеса, письменниця.

## Життєпис
Народилася Ганна Хандога в селі Яглуш Рогатинського району на кордоні Львівської та Станіславської областей.
Закінчила 4 класи початкової школи, перервавши навчання через хворобу. У віці 16 років продовжила навчання у вечірній школі, згодом вийшла заміж, народивши трьох дітей. 1954 року закінчила в Рогатині курси рахівників.
2009 року, у віці 74 років, Анна почала вести записи спогадів про своє дитинство, уривками їх публікували в інтернеті, де вони набули популярності.

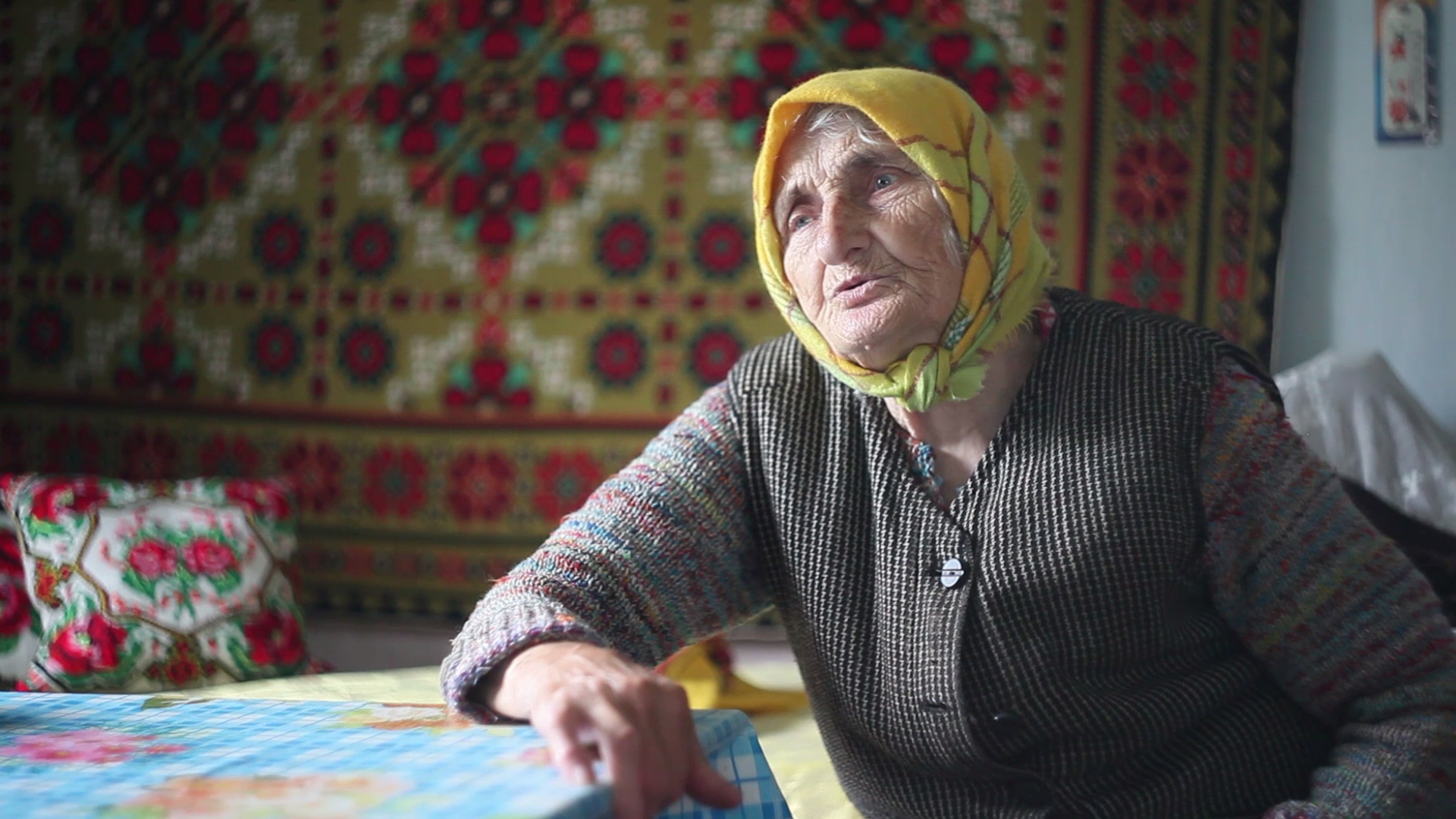
2017

В листопаді 2011 року блог спогадів Анни Бойко переміг на всеукраїнському конкурсі блогів блогів Best Ukrainian Blog Awards (BUBA 2011, найкращий особистий блог).
Онука Ольга зібрала рукописи Ганни, видавши повноцінну книгу «Історія життя Анни Бойко». Книгу було опублікковано 2018 року, вона містить 208 сторінок.

## Сім'я
Чоловік Михайло Бойко, подружжя має трьох дітей, п'ятьох внуків і трьох правнучок. Онука - Ольга Супрун